# Ștefan Coman
Ștefan Coman este un general român de informații, care a îndeplinit funcția de comandant al Serviciului de Telecomunicații Speciale (actualul STS) din cadrul Ministerului Apărării Naționale (12 iunie 1990 - 20 decembrie 1995).

## Biografie

### Biografie profesională
Ștefan Coman este inginer de meserie. Începând din 1968, a fost ofițer de securitate în fosta Unitate Specială "T" (UM 0634), abilitată în ascultarea convorbirilor telefonice . 
În perioada 12 iunie 1990 - 20 decembrie 1995, colonelul ing. Ștefan Coman a îndeplinit funcția de comandant al Unității de Transmisiuni "R" (viitorul Serviciu de Telecomunicații Speciale), care fusese trecut în subordonare față de Ministerul Apărării Naționale. Începând din anul 1990, această unitate a fost reorganizată succesiv, în scopul adaptării activității sale la noile cerințe ale țării, structura, misiunile și responsabilitățile reflectând prefacerile care s-au produs în întregul organism militar. 
Printr-o hotărâre a Consiliului Suprem de Apărare a Țării din 18 decembrie 1992, instituția a primit denumirea de Serviciul de Telecomunicații Speciale, fiind desprinsă din Ministerul Apărării Naționale. Prin Hotărârea Guvernului României nr.229 din 27 mai 1993, s-au stabilit unele măsuri de organizare și funcționare a instituției ca organ central de specialitate în domeniul telecomunicațiilor speciale. 
La data de 27 mai 1994, împreună cu prim-ministrul Nicolae Văcăroiu și ministrul de externe Teodor Meleșcanu, directorul STS, Ștefan Coman, a adresat președintelui Ion Iliescu un Memorandum referitor la negocierea unui acord interguvernamental româno-rus privind legăturile telefonice internaționale criptate speciale. Conform acestui acord, "părțile contractante (Guvernul României și Guvernul Federației Ruse) sunt de acord ca între București și Moscova să funcționeze o legătură telefonică criptată specială. Prin legătură telefonică criptată specială se înțeleg telecomunicații realizate pentru șeful statului, șeful guvernului, agenții diplomatici sau consulari și, respectiv, șefii unor instituții militare din cele două țări." Conform hotărârii CSAT din 19 iulie 1994, s-a aprobat negocierea acordului. 
S-au desfășurat o serie de discuții în perioada 12-16 septembrie 1994, la nivel de experți, delegații ruși propunând ca legătura directă și secretă dintre București și Moscova să fie nu numai telefonică, ci și telegrafică, în care scop a pus la dispoziția părții române, în mod gratuit, trei echipamente complete de secretizare. Acordul a fost semnat la începutul anului 1995. 
Colonelul Ștefan Coman a fost înaintat la gradul de general de brigadă (cu o stea) la data de 31 iulie 2000, fiind trecut în rezervă începând cu aceeași dată .